# Spirobolellus fontis
Spirobolellus fontis är en mångfotingart som först beskrevs av Chamberlin 1918.  Spirobolellus fontis ingår i släktet Spirobolellus och familjen slitsdubbelfotingar. Inga underarter finns listade i Catalogue of Life.